# Randolph County (Illinois)
Randolph County is een county in de Amerikaanse staat Illinois.
De county heeft een landoppervlakte van 1.498 km² en telt 33.893 inwoners (volkstelling 2000). De hoofdplaats is Chester.